# Umirim
Umirim is een gemeente in de Braziliaanse deelstaat Ceará. De gemeente telt 19.044 inwoners (schatting 2009).